# Komuna e Velipojës
Komuna e Velipojës är en kommun i Albanien.   Den ligger i prefekturen Qarku i Shkodrës, i den norra delen av landet, 70 km nordväst om huvudstaden Tirana.
Trakten runt Komuna e Velipojës består till största delen av jordbruksmark.